# Нечако
Нечако (англ. Nechako River) — река в провинции Британская Колумбия (Канада), приток реки Фрейзер.

## География
Длина составляет 462 км, площадь бассейна — 47 100 км². Река берёт начало на плато Нечако к востоку от Берегового хребта, течет на север в направлении Форт-Фрейзер, где пересекает шоссе 16, затем поворачивает на восток и впадает в реку Фрейзер у города Принс-Джордж.
Основные притоки:
- Стьюарт
- Эндако
- Чилако
- Чеслатта

В 1952 году на реке Нечако компанией Alcan Aluminum была построена плотина Кенни, в результате чего образовалось водохранилище Нечако, состоящее из серии связанных между собой озер длиной около 200 км в виде двух рукавов, северного и южного, соединяющихся между собой в районе плотины в восточном конце водохранилища. Крупнейшими озёрами северного рукава являются Утса и Уайтсейл, южного — Утсук и Теташук. Иногда водохранилище называют по имени самого большого озера (Утса). Построена ГЭС Нечако-Кемано мощностью 1792 Мвт, которая является крупнейшей в мире гидроэлектростанцией с напорной подводящей деривацией.